# 斎村
斎村（いつきむら）は山形県東田川郡にあった村。現在の鶴岡市中心部の南東の一角、赤川左岸にあたる。

## 地理
- 河川：赤川、青龍寺川、苗津川

## 歴史
- 1889年（明治22年）4月1日 - 町村制の施行により、勝福寺村、我老林村、斎藤川原村、伊勢横内村、苗津村、八ツ興屋村、遠賀原村、外内島村の区域をもって発足。
- 1955年（昭和30年）4月1日 - 鶴岡市に編入。同日斎村廃止。